# Convento dos Lóios
El antiguo Convento dos Lóios, también conocido como Convento dos Lóios de Évora, Convento de São João Evangelista y Pousada dos Lóios, está ubicado en la parroquia de Évora (São Mamede, Sé, São Pedro y Santo Antão), en Évora (Portugal). Fue construido en el siglo XV sobre los restos del castillo medieval, muy dañado durante el terremoto de 1755. Actualmente alberga la Pousada dos Lóios. Fue declarado Monumento Nacional en 1922. El centro histórico de la ciudad de Évora, incluido este convento, fue incluido en 1986 en la lista de Patrimonio de la Humanidad de la UNESCO.

## Descripción
El antiguo Convento dos Lóios es un conjunto de planta rectangular que se desarrolla en torno a un claustro de dos plantas, siendo la inferior de estilo gótico-manuelino y la superior de características renacentistas.
La iglesia, de estilo manuelino, tiene una nave de cinco tramos rectangulares y tiene una bóveda de crucería. Las paredes están tienen paneles de azulejos del siglo XVIII. La cabecera, de planta poligonal, está cubierta por una bóveda de complicado diseño, con ojivas entrecruzadas, y sus paredes están cubiertas con azulejos de los siglos XVII y XVIII.
La Sala Capitular se le atribuye a Diogo de Arruda. Está precedida por una portada mudéjar de principios del siglo XVI.
En la planta baja, el portal ajimezado con arcos de herradura, a la entrada de la Sala Capitular, se considera un perfecto ejemplo de la arquitectura regional manuelino-mudéjar. En esta puerta aún se puede ver un medallón alusivo a la participación de Rodrigo de Melo en la Batalla de Azamor.

## Historia
En 1487, el primer conde de Olivença, Rodrigo de Melo, gobernador de Tánger y jefe de guardia de Afonso V, inició la construcción de este convento bajo licencia de João II.
El convento se construyó en los terrenos donde había estado parte del Castillo de Évora, de origen árabe, que fue completamente destruido tras un gran incendio que lo consumió durante las luchas que se produjeron durante la crisis de 1383-1385. Contiguo al futuro convento, ya estaba en construcción una iglesia, por iniciativa del mismo Rodrigo de Melo, bajo la advocación de São João Evangelista y que destinó al panteón familiar. En 1491, con el convento prácticamente terminado, se consagró a la iglesia.
En 1498 se llevaron a cabo importantes obras, ampliando el edificio hasta el cercano "Colégio dos Meninos do Coro da Sé de Évora".
En el siglo XVIII, el terremoto de 1755 arruinó aún más el edificio, que ya estaba en mal estado, y se llevaron a cabo trabajos de restauración, concretamente en la fachada y los dormitorios.
En 1834, con la extinción de las órdenes religiosas masculinas, fue desactivada, quedando deshabitada durante muchos años. Se sabe sin embargo que en 1937 fue adaptada como sede de la Dirección de Monumentos del Sur y que en 1944 sufrió obras para instalar el Archivo Distrital de Évora.
En 1957 se iniciaron las obras de adecuación a una Pousada que, según proyecto del arquitecto Rui Ângelo do Couto, sería inaugurada el 27 de marzo de 1963.

## La posada

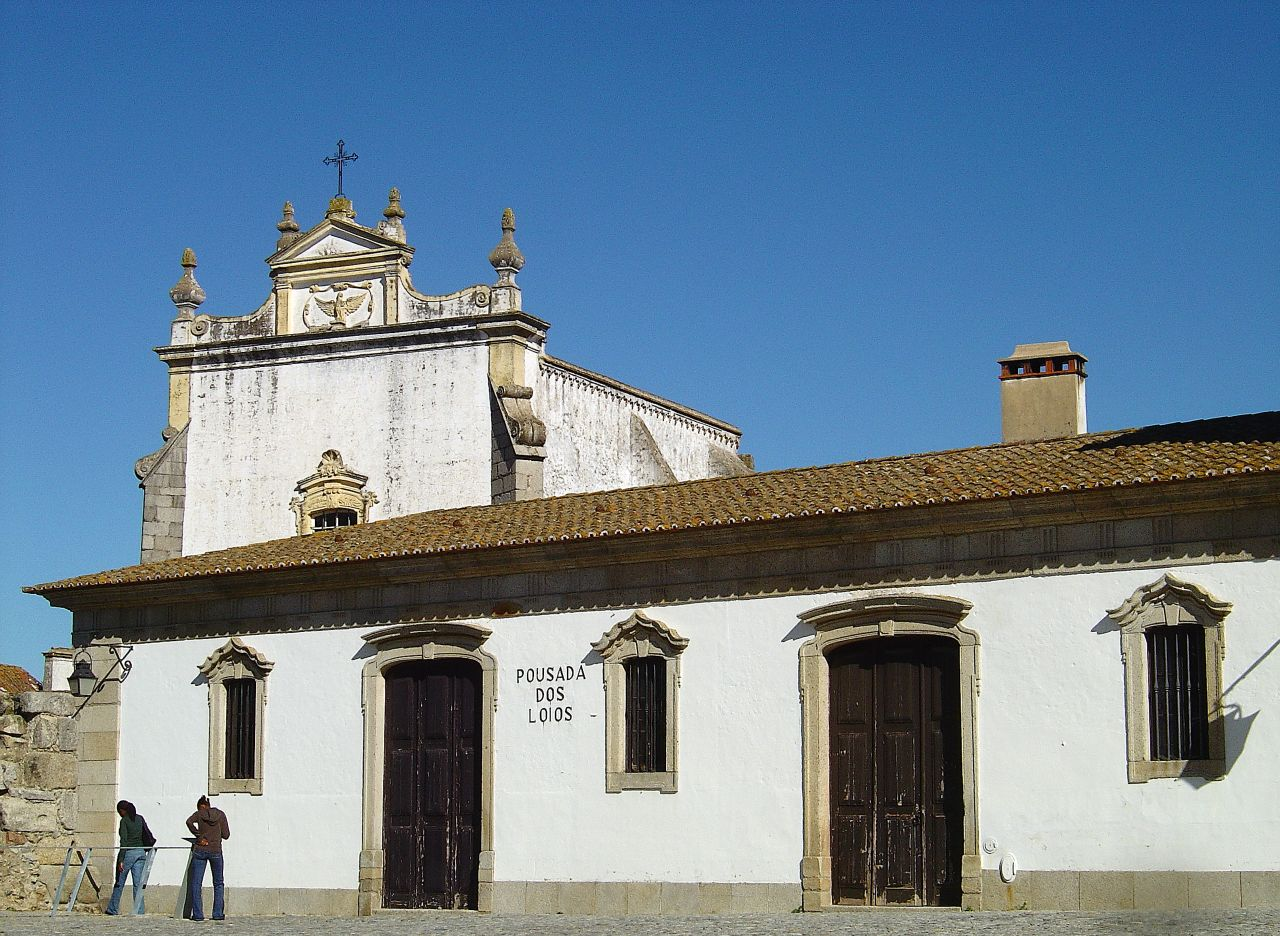
Pousada dos Loios

La adecuación a la Pousada dos Loios  mantuvo prácticamente intacta la estructura original, con 31 habitaciones en los lugares donde se encontraban las antiguas Celdas de Cónegos Regulares, y dos suites más grandes, una de ellas, la "Suite Presidencial", decorada con fresco
En la planta baja se encuentra el antiguo refectorio de los monjes, utilizado como desayunador o comedor en invierno, así como la antigua cocina del convento, ahora transformada en una de las salas de estar de la Pousada. El comedor se desarrolla alrededor del claustro.
Al primer piso se accede mediante una escalera de mármol que conduce a la "Sala do Império", antigua "Sala do Prior", con pinturas murales de Francisco de Figueiredo y retratos de personajes de la Literatura y la Historia de Portugal, como así como el fundador del convento.
La Posada también cuenta con una pequeña piscina, bar y terraza.

## Galería

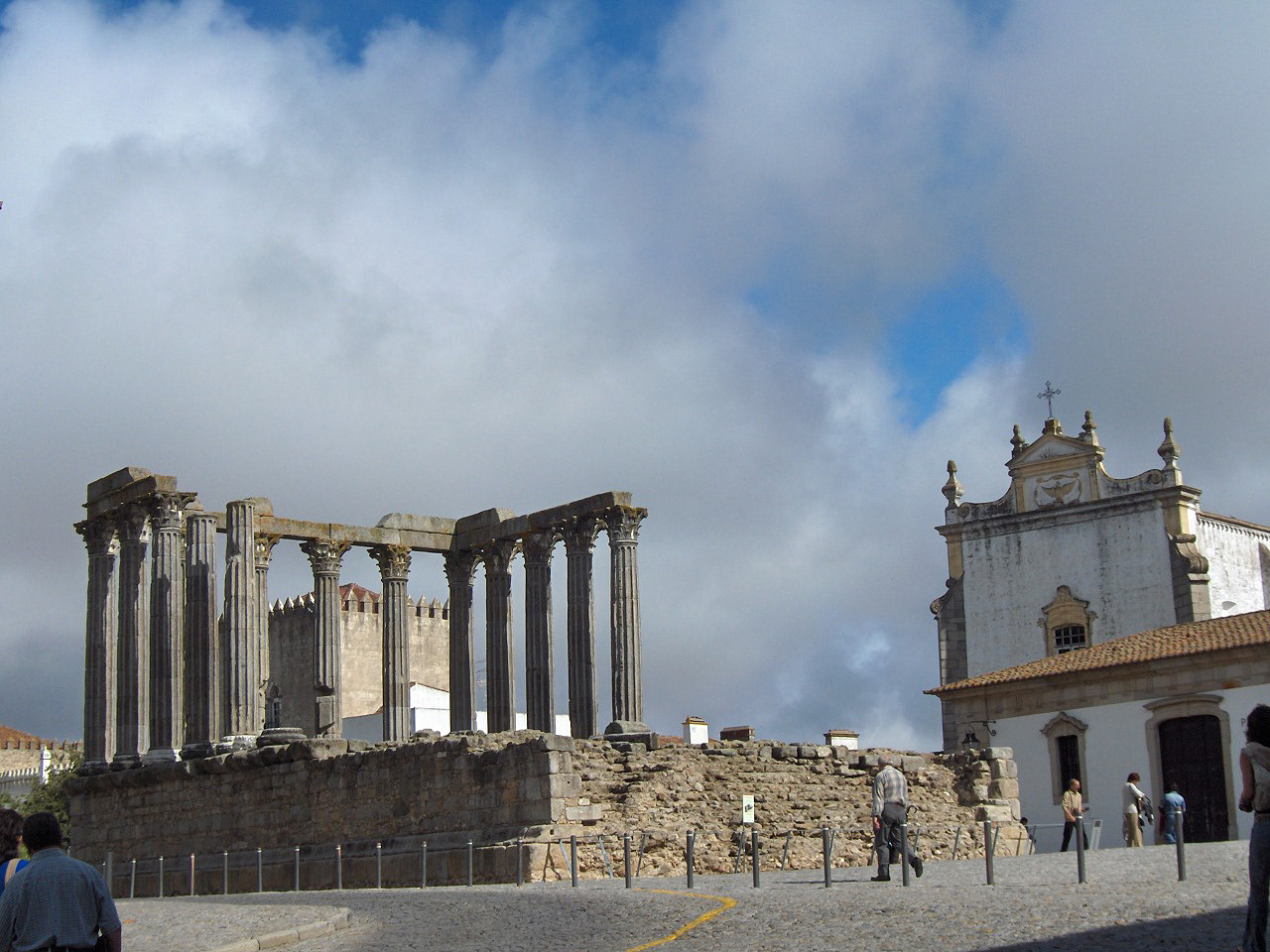
La iglesia y el templo romano
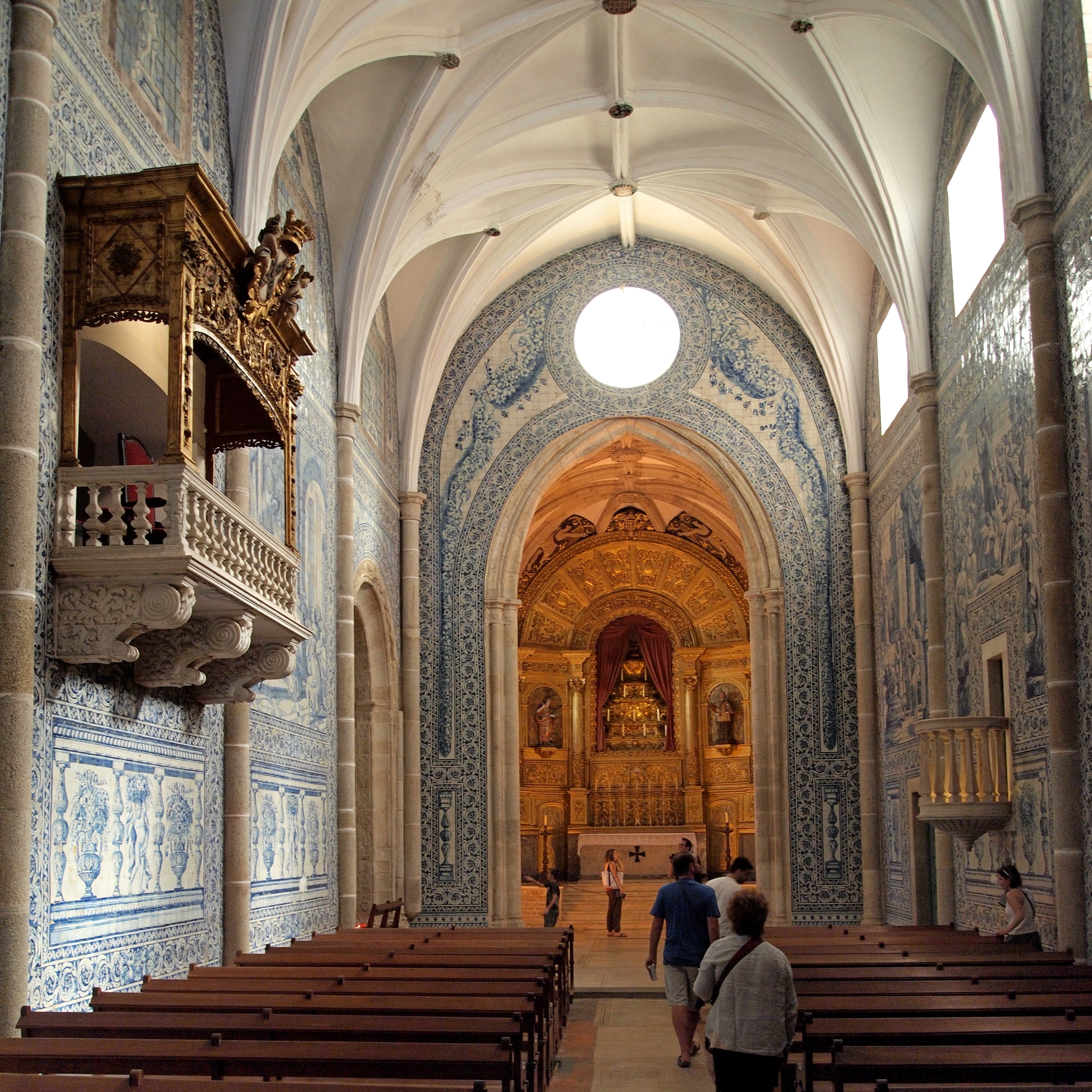
Nave de la iglesia
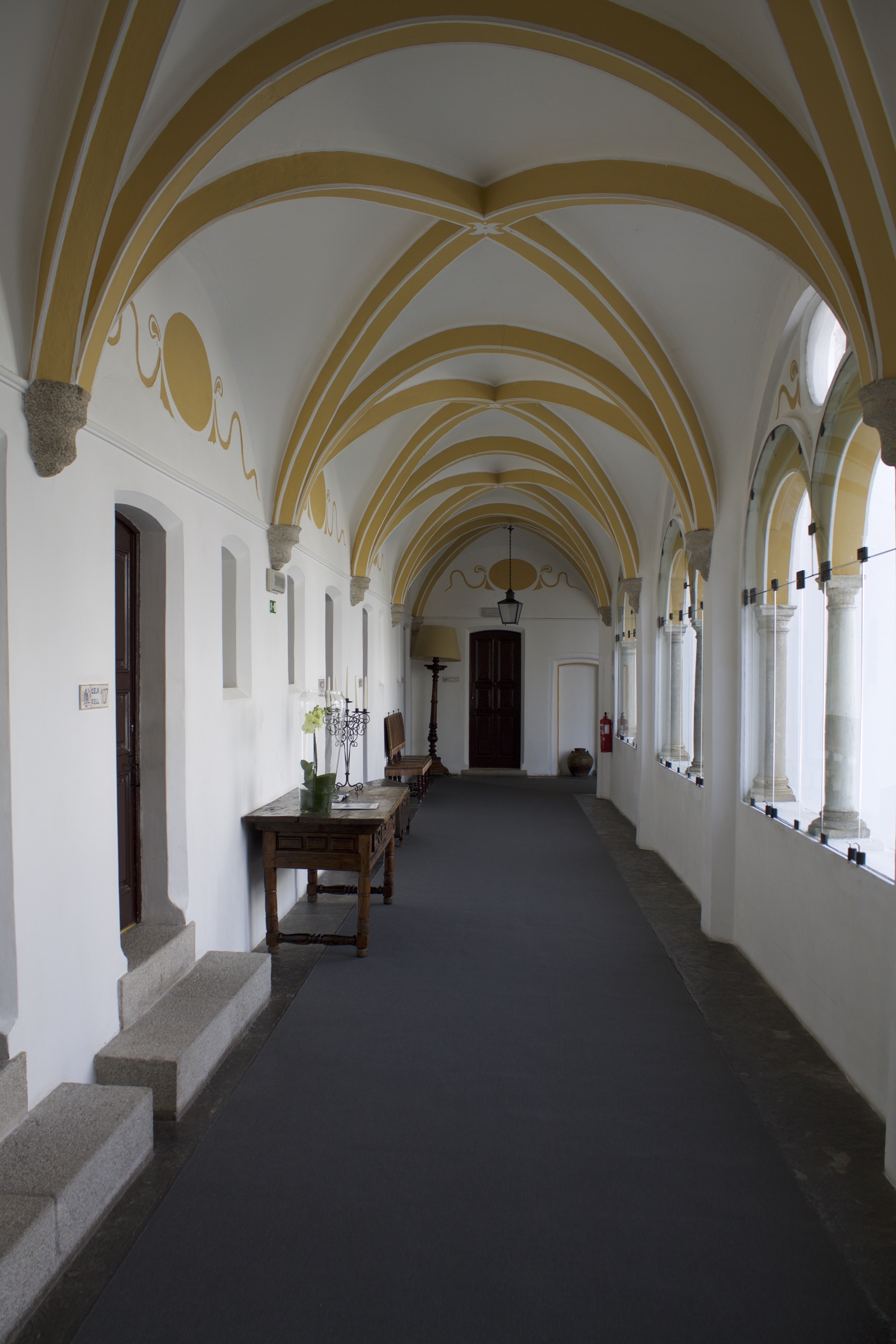
Interior del convento
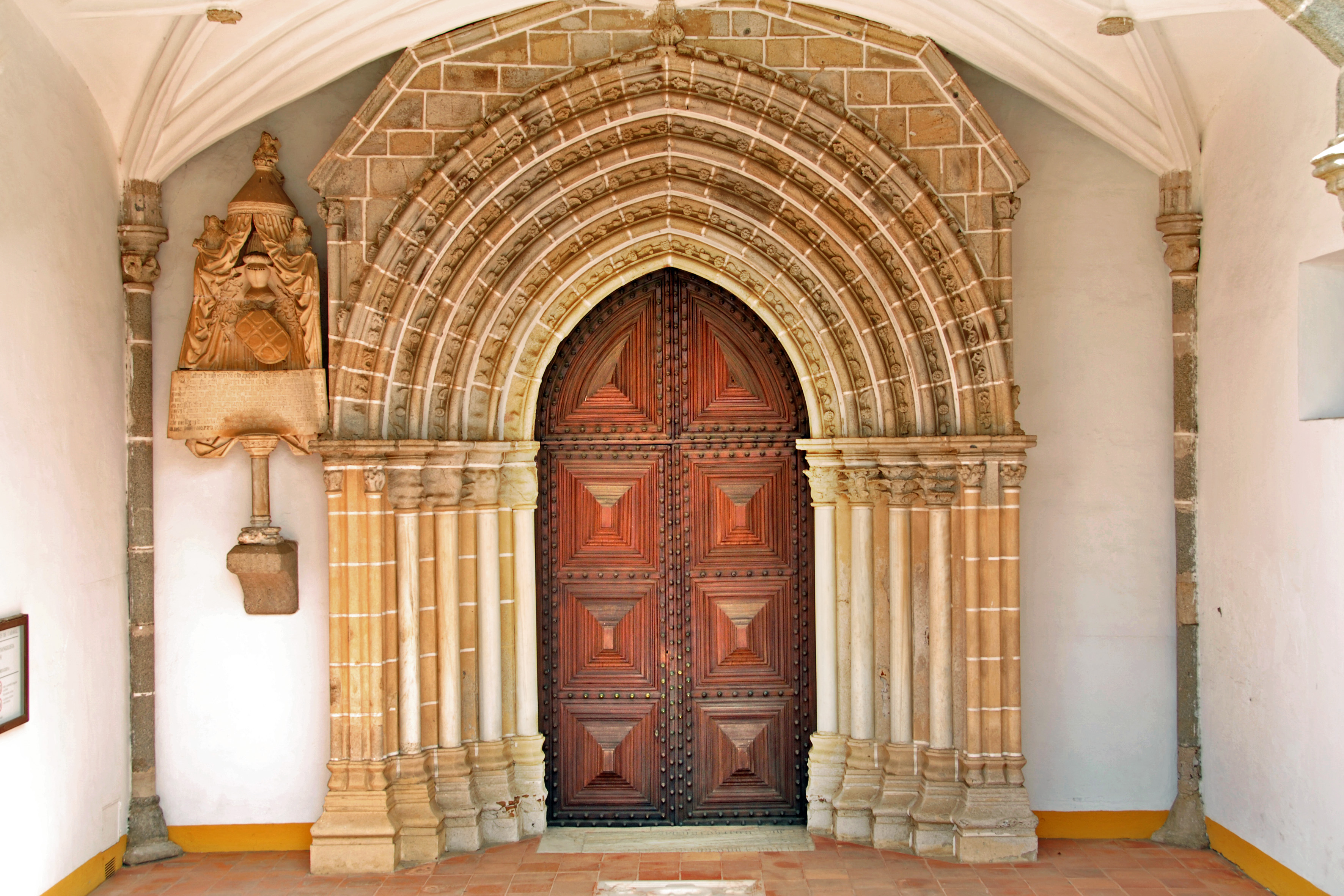
Portal ajimezado de la Sala Capitular